# エーリヒ・ヴァシッキィ
エーリヒ・ヴァシッキィ(Erich Wasicky、1911年5月27日 ‐ 1947年5月28日)は、オーストリアの薬剤師であり、ナチスドイツ親衛隊大尉である。

## 略歴
ウィーン出身。
1941年から1944年にかけオーストリアのマウトハウゼン強制収容所にて、医師であるアリベルト・ハイムとともに収容者に対して残酷な人体実験を行ったことで知られる(心臓にガソリンやフェノール等の化学物質を注射し、どの程度の時間で絶命するか詳細に記録していた)。
また、彼はマウトハウゼン及び近隣のハルトハイム強制収容所に設置されたガス室に送り込む収容者を選別する権限を与えられていた。正確な犠牲者数は不明であるが、少なくとも3100人が両収容所でガス殺されたと推測されている(ナチスが収容者のガス殺にツィクロンBを使用するようになると、両収容所でも使用されるようになった)。
ドイツの敗戦後、戦犯としてアメリカ軍の軍事法廷(ダッハウ裁判)において1946年5月13日に死刑判決を受け、1947年5月28日にランツベルク刑務所にて絞首刑に処された。